# Вільгельм Андерссон
Вільгельм Андерссон (швед. Vilhelm Andersson; 11 березня 1891 — 21 вересня 1933) — шведський ватерполіст і плавець.
Учасник Олімпійських Ігор 1908, 1912, 1920, 1924 років.
Срібний призер Олімпійських ігор 1912 року.
Бронзовий призер Олімпійських ігор 1920 року.